# Rio Ngumoha
Rio Chima Ngumoha, född 29 augusti 2008 i Newham, London, är en brittisk fotbollsspelare som representerar Liverpool.

## Karriär
Rio Ngumoha inledde karriär i Chelseas ungdomsakademi år 2016, och flyttade 2024 till Liverpool där han etablerade sig i deras U18-lag. Den 11 januari 2025 tog Ngumoha plats i LFC:s startelva i FA-cupmatchen mot Accrington Stanley. Endast 16 år och 135 dagar blev han den yngste spelaren genom tiderna att göra en FA-cupmatch för Liverpool.